# Прокоповичі
Прокопо́вичі —  село в Україні, у Комишнянській селищній громаді Миргородського району Полтавської області. Населення становить 3 осіб. До 2020 року орган місцевого самоврядування — Черевківська сільська рада.

## Географія
Село Прокоповичі знаходиться на правому березі річки Хорол, вище за течією на відстані 0,5 км розташоване село Сажка, нижче за течією на відстані 1 км розташоване село Скиданки, на протилежному березі - село Черевки. Село оточене лісовим масивом урочище Марківське (дуб).

## Населення
- 2001 рік - 3 особи
- 2003 рік - 3 особи
- 2004 рік - 2 особи[1]